# Diaspidiotus
Diaspidiotus är ett släkte av insekter som beskrevs av Berlese 1896. Diaspidiotus ingår i familjen pansarsköldlöss.

## Bildgalleri

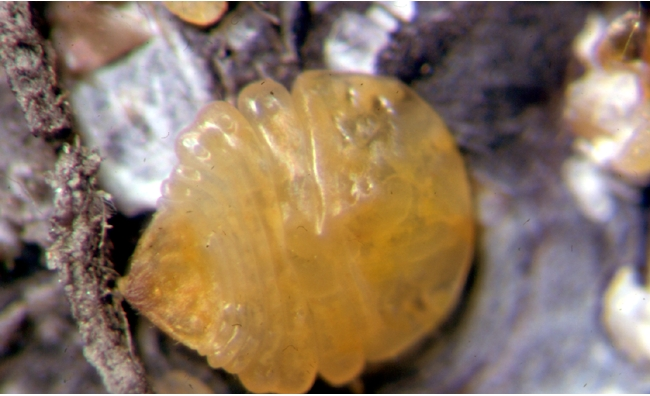

## Dottertaxa tillDiaspidiotus, i alfabetisk ordning[1][2]
- Diaspidiotus acutus
- Diaspidiotus aesculi
- Diaspidiotus africanus
- Diaspidiotus alni
- Diaspidiotus anatolicus
- Diaspidiotus ancylus
- Diaspidiotus armenicus
- Diaspidiotus arroyoi
- Diaspidiotus baiati
- Diaspidiotus bavaricus
- Diaspidiotus botanicus
- Diaspidiotus braunschvigi
- Diaspidiotus bumeliae
- Diaspidiotus caryae
- Diaspidiotus caucasicus
- Diaspidiotus cecconii
- Diaspidiotus centrafricanus
- Diaspidiotus coniferarum
- Diaspidiotus convexus
- Diaspidiotus cotoneastri
- Diaspidiotus crescentiae
- Diaspidiotus cryptoxanthus
- Diaspidiotus cryptus
- Diaspidiotus crystallinus
- Diaspidiotus danzigae
- Diaspidiotus distinctus
- Diaspidiotus ehrhorni
- Diaspidiotus elaeagni
- Diaspidiotus eurotiae
- Diaspidiotus fabernii
- Diaspidiotus farahbakhchi
- Diaspidiotus forbesi
- Diaspidiotus hunteri
- Diaspidiotus hydrangeae
- Diaspidiotus inusitatus
- Diaspidiotus iranicus
- Diaspidiotus jaapi
- Diaspidiotus juglansregiae
- Diaspidiotus kafkai
- Diaspidiotus kaussari
- Diaspidiotus kuwanai
- Diaspidiotus labiatarum
- Diaspidiotus laperrinei
- Diaspidiotus laurinus
- Diaspidiotus leguminosum
- Diaspidiotus lenticularis
- Diaspidiotus lepineyi
- Diaspidiotus liaoningensis
- Diaspidiotus liquidambaris
- Diaspidiotus macroporanus
- Diaspidiotus mairei
- Diaspidiotus makii
- Diaspidiotus malenconi
- Diaspidiotus maleti
- Diaspidiotus marani
- Diaspidiotus mccombi
- Diaspidiotus naracola
- Diaspidiotus nitrariae
- Diaspidiotus osborni
- Diaspidiotus ostreaeformis
- Diaspidiotus paraphyses
- Diaspidiotus perieri
- Diaspidiotus perniciabilus
- Diaspidiotus perniciosus
- Diaspidiotus piceus
- Diaspidiotus prunorum
- Diaspidiotus pseudocamelliae
- Diaspidiotus pyri
- Diaspidiotus roseni
- Diaspidiotus salicis
- Diaspidiotus slavonicus
- Diaspidiotus socialis
- Diaspidiotus sphaerocarpae
- Diaspidiotus spiraspinae
- Diaspidiotus sulci
- Diaspidiotus taxodii
- Diaspidiotus ternstroemiae
- Diaspidiotus thymbrae
- Diaspidiotus thymicola
- Diaspidiotus tillandsiae
- Diaspidiotus transcaspiensis
- Diaspidiotus turanicus
- Diaspidiotus uvae
- Diaspidiotus viticola
- Diaspidiotus wuenni
- Diaspidiotus xinjiangensis
- Diaspidiotus yomae
- Diaspidiotus zonatus